# Đô Vinh
Đô Vinh là một phường thuộc tỉnh Khánh Hòa, Việt Nam.

## Địa lý

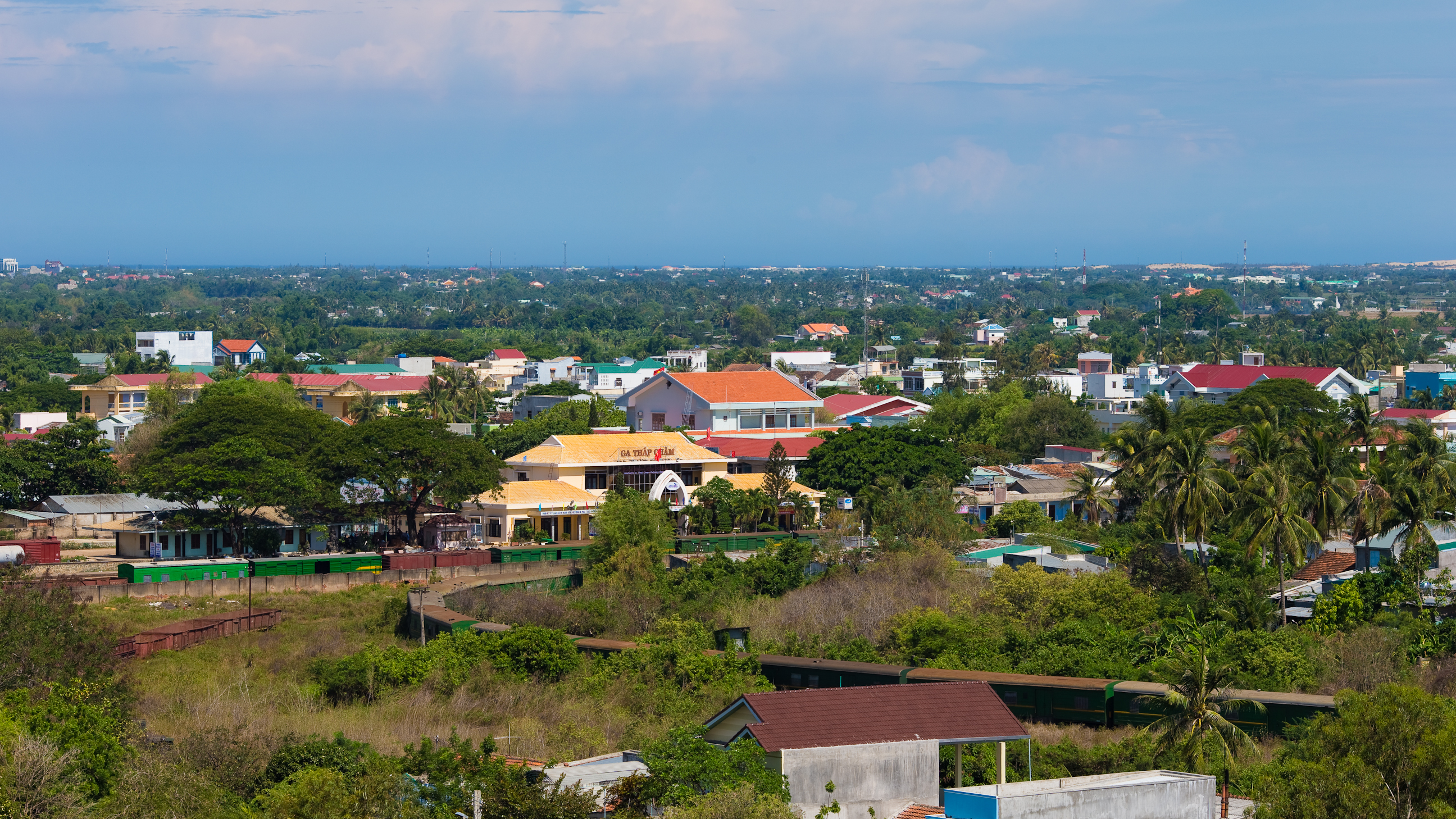
Một góc phường Đô Vinh

Phường Đô Vinh nằm ở phía Nam tỉnh Khánh Hòa, có vị trí địa lý:
- Phía đông giáp phường Bảo An, xã Xuân Hải
- Phía tây và phía bắc giáp xã Mỹ Sơn.
- Phía nam giáp xã Phước Hậu.

Phường có diện tích 61,96 km², dân số năm 2025 là 33.207 người, mật độ dân số đạt 536 người/km².
Trên địa bàn phường có cao tốc Bắc Nam, quốc lộ 27 và tuyến đường sắt Bắc - Nam đi qua và có ga Tháp Chàm. Ngoài ra, sân bay Phan Rang cũng nằm trên địa bàn phường.

## Lịch sử
Dưới thời Việt Nam Cộng hòa, Đô Vinh là một thôn thuộc xã An Sơn, quận Bửu Sơn, tỉnh Ninh Thuận.
Sau năm 1975, thôn Đô Vinh được chuyển thành phường Đô Vinh thuộc thị xã Phan Rang, tỉnh Thuận Hải.
Ngày 27 tháng 4 năm 1977, Hội đồng Chính phủ ban hành Quyết định 124-CP. Theo đó:
- Giải thể thị xã Phan Rang
- Sáp nhập 3 phường Đô Vinh, Bảo An và Phước Mỹ thuộc thị xã Phan Rang vào huyện An Sơn mới thành lập để thành lập thị trấn Tháp Chàm, thị trấn huyện lỵ huyện An Sơn.

Ngày 1 tháng 9 năm 1981, Hội đồng Bộ trưởng ban hành Quyết định 45-HĐBT. Theo đó, tái lập thị xã Phan Rang với tên gọi mới là thị xã Phan Rang – Tháp Chàm, đồng thời tái lập phường Đô Vinh (có địa giới hành chính bao gồm cả thôn Nhơn Hội thuộc xã Nhơn Sơn).
Ngày 12 tháng 6 năm 2025, theo Nghị quyết số 202/2025/QH15 quyết định thành lập phường Đô Vinh trực thuộc tỉnh Khánh Hòa trên cơ sở hợp nhất phường Đô Vinh thuộc thành phố Phan Rang - Tháp Chàm và xã Nhơn Sơn thuộc huyện Ninh Sơn, tỉnh Ninh Thuận cũ.

## Di tích
- Tháp Poklong Garai